# Губарев, Александр Александрович
Александр Александрович Губарев (1862, Москва, Российская империя — предположительно после 1939 года) — русский и советский краевед, москвовед и фотограф.

## Биография
Родился в 1862 году в Москве в купеческой семье. Окончил коммерческое училище, вскоре после этого устроился на работу в банк в должность банковского служащего и конторщика. До 1898 года имел чин коллежского регистратора, а с 1900 по 1912 год имел чин губернского секретаря. После выхода в отставку посвятил свою жизнь краеведению и москвоведению. С 1900 по 1910 год являлся членом различных организаций. С 1911 года был членом РФО, одновременно с этим с 1911 по 1930 год приобрёл навыки краеведения и москвоведения — занимался созданием фотолетописи Москвы, Московской губернии и городов РСФСР. 16 февраля 1913 года он предоставил фотоальбом 200 видов Исторической Москвы. Являлся инициатором создания Музея старой Москвы, который просуществовал до 1926 года. В 1930 году предоставил коллекцию из более чем 7.000 негативов и позитивов. В 1937 году отдал все свои фотографии в ГИМ.
Данных после 1939 года нет.